# Хосонов, Хетаг Муратович
Хе́таг Мура́тович Хосо́нов (род. 18 июня 1998, Владикавказ) — российский футболист, полузащитник клуба «Акрон».

## Клубная карьера
Родился во Владикавказе.
В 2005 году начал заниматься футболом во владикавказской СДЮСШОР «Юность». Летом 2014 года перешёл в академию московского ЦСКА.
В составе молодёжной команды ЦСКА становился двукратным серебряным призёром (2016/17, 2017/18) и однократно бронзовым призёром (2015/16) Молодёжного первенства.
21 сентября 2016 года в матче Кубка России против «Енисея» дебютировал в профессиональном футболе за основной состав ЦСКА.
8 сентября 2017 года в матче против «Амкара» дебютировал в чемпионате России, выйдя на замену на 90-й минуте вместо Алана Дзагоева.
27 июля 2018 года в матче на Суперкубок России забил в дополнительное время победный гол в ворота московского «Локомотива» на 106-й минуте.
Также в основном составе ЦСКА стал двукратным серебряным призёром чемпионата России.
25 января 2019 года на правах аренды перешёл в «Тамбов». С командой стал победителем первенства ФНЛ 2018/19. 
Летом 2020 года вернулся в ЦСКА.
31 июля 2020 года перешёл в клуб «Алания». В сезоне 2022/23 с клубом занял 3-е место в Первой лиге, однако команда не приняла участие в стыковых матчах из-за отсутствия соответствующей лицензии.
29 июня 2023 года подписал трёхлетний контракт с «Химками». По итогам сезона 2023/24 занял с командой 1-е место в Первой лиге и вышел РПЛ.
10 января 2025 года был куплен московским «Торпедо». В сезоне 2024/25 с клубом стал серебряным призёром Первой лиги.
18 июля 2025 года пополнил состав клуба «Акрон».

## Карьера в сборной
В 2016 году вызывался в юношеские сборные России за которые суммарно провёл 8 матчей.

## Статистика выступлений
| Выступление      | Выступление      | Выступление      | Лига | Лига | Кубки | Кубки | Еврокубки | Еврокубки | Итого | Итого |
| Клуб             | Лига             | Сезон            | Игры | Голы | Игры  | Голы  | Игры      | Голы      | Игры  | Голы  |
| ---------------- | ---------------- | ---------------- | ---- | ---- | ----- | ----- | --------- | --------- | ----- | ----- |
| ЦСКА (Москва)    | РФПЛ             | 2016/17          | 0    | 0    | 1     | 0     | 0         | 0         | 1     | 0     |
| ЦСКА (Москва)    | РФПЛ             | 2017/18          | 5    | 0    | 1     | 0     | 2         | 0         | 8     | 0     |
| ЦСКА (Москва)    | РПЛ              | 2018/19          | 5    | 0    | 1     | 1     | 2         | 0         | 8     | 1     |
| ЦСКА (Москва)    | Итого            | Итого            | 10   | 0    | 3     | 1     | 4         | 0         | 17    | 1     |
| → Тамбов         | ФНЛ              | 2018/19          | 7    | 0    | 0     | 0     | —         | —         | 7     | 0     |
| → Тамбов         | РПЛ              | 2019/20          | 8    | 0    | 0     | 0     | —         | —         | 8     | 0     |
| → Тамбов         | Итого            | Итого            | 15   | 0    | 0     | 0     | —         | —         | 15    | 0     |
| Алания           | ФНЛ              | 2020/21          | 34   | 4    | 1     | 0     | —         | —         | 35    | 4     |
| Алания           | Первый дивизион  | 2021/22          | 34   | 1    | 5     | 1     | —         | —         | 39    | 2     |
| Алания           | Первая лига      | 2022/23          | 31   | 1    | 0     | 0     | —         | —         | 31    | 1     |
| Алания           | Итого            | Итого            | 99   | 6    | 6     | 1     | —         | —         | 105   | 7     |
| Химки            | Первая лига      | 2023/24          | 28   | 7    | 5     | 2     | —         | —         | 33    | 9     |
| Химки            | РПЛ              | 2024/25          | 17   | 1    | 3     | 0     | —         | —         | 20    | 1     |
| Химки            | Итого            | Итого            | 45   | 8    | 8     | 2     | —         | —         | 53    | 10    |
| Торпедо (Москва) | Первая лига      | 2024/25          | 12   | 1    | 0     | 0     | —         | —         | 12    | 1     |
| Торпедо (Москва) | Итого            | Итого            | 12   | 1    | 0     | 0     | —         | —         | 12    | 1     |
| Акрон            | РПЛ              | 2025/26          | 2    | 0    | 1     | 0     | —         | —         | 3     | 0     |
| Акрон            | Итого            | Итого            | 2    | 0    | 1     | 0     | —         | —         | 3     | 0     |
| Всего за карьеру | Всего за карьеру | Всего за карьеру | 182  | 15   | 18    | 4     | 4         | 0         | 204   | 19    |

## Достижения
ЦСКА (Москва)
- Серебряный призёр чемпионата России (2): 2016/17, 2017/18
- Серебряный призёр молодёжного первенства России (2): 2016/17, 2017/18
- Бронзовый призёр молодёжного первенства России: 2015/16
- Обладатель Суперкубка России: 2018
- Финалист Суперкубка России: 2016
- Итого : 1 трофей

«Тамбов»
- Победитель ФНЛ: 2018/19
- Итого : 1 трофей

«Алания»
- Бронзовый призёр Первой лиги: 2022/23

«Химки»
- Победитель Первой лиги: 2023/24
- Итого : 1 трофей

«Торпедо» (Москва)
- Серебряный призёр Первой лиги: 2024/25